# Jan Skácel
Jan Skácel, né le 7 février 1922 à Vnorovy, mort le 7 novembre 1989  à Brno, est un poète tchèque de Moravie.
Jan Skácel fait d'abord ses études secondaires à Břeclav puis à Brno, où il termine ses études secondaires en 1941.
Sous l'Occupation nazie il est assigné au travail obligatoire en Autriche annexée au Reich.
Après la Seconde Guerre mondiale, il termine ses études de philosophie à l'université Masaryk de Brno puis 
entre en 1948 comme journaliste au quotidien Rovnost, d'où il sera licencié. 
En 1963 il devient directeur de la revue Host do domu, censurée dès 1969. Interdit de publication, ses textes 
sont diffusés en samizdat et par les maisons d'édition tchèques à l'étranger.
En 1981, son œuvre est de nouveau autorisée à paraître.

## Son œuvre
L’œuvre de Jan Skácel est intimement liée à la Moravie. Ses thématiques impliquent souvent la morale et les problèmes s'y rapportant.
Recueils disponibles en français :
- Paysage avec pendules, Éditions K, 1990, trad. Patrik Ourednik (Extrait).
- Millet l’ancien (Dávné proso), Atelier La Feugraie, 1997, trad. Yves Bergeret et Jiří Pelán.
- Ce que le vin sait de nous (Kdo pije potmě víno), La Lettre volée, 1998, trad. Jan Rubeš.

## Hommage
- (7218) Skácel, astéroïde

## Sur l’auteur
Reiner Kunze, Le Poète Jan Skácel, traduit de l’allemand et du tchèque par Gwenn Darras et Alena Meas, éditions Calligrammes.